# Kunszentmárton

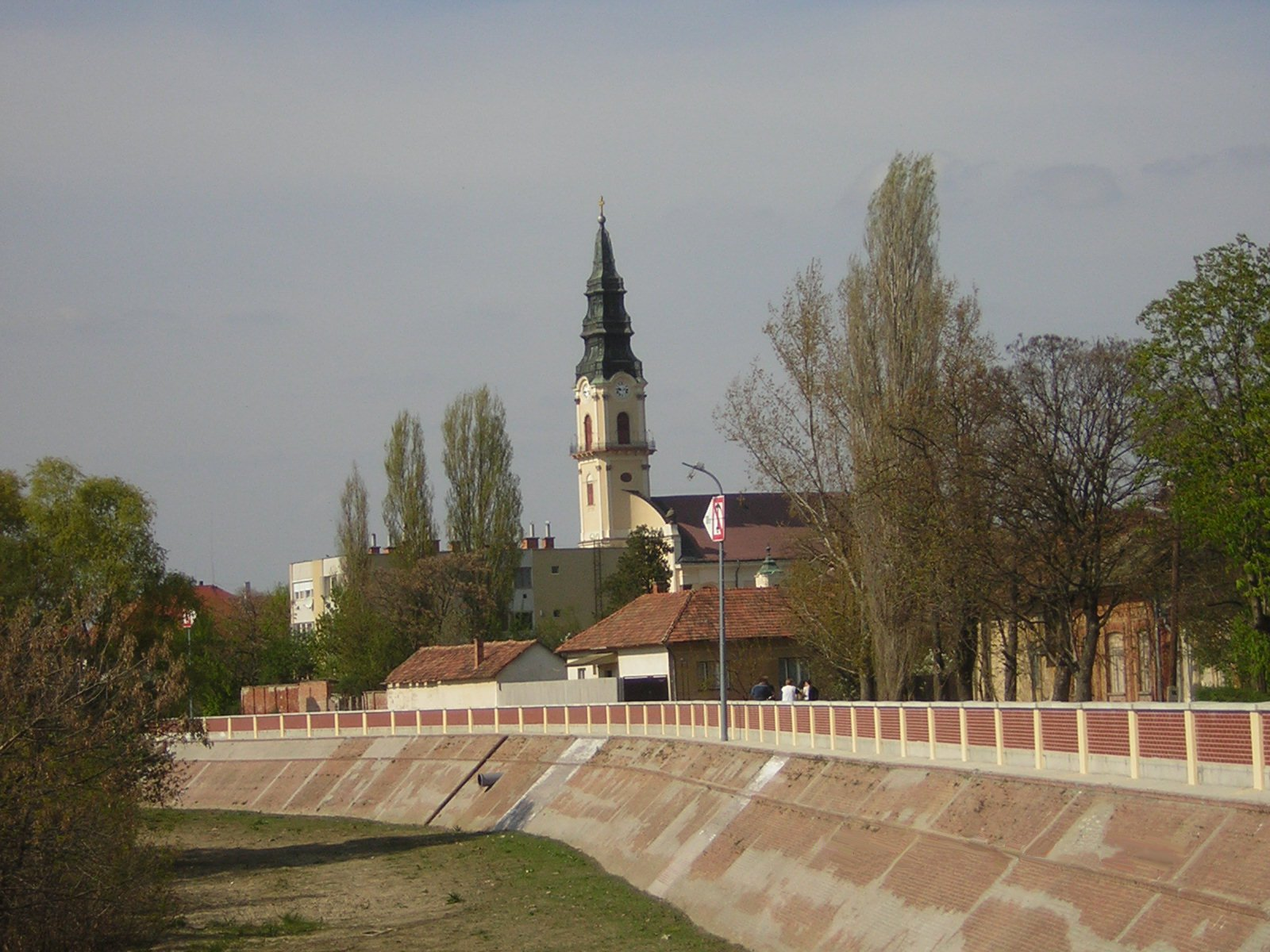
Floden Koros och kyrkan Sankt Martin.

Kunszentmárton är en mindre stad i provinsen Jász-Nagykun-Szolnok i Ungern. Kunszentmárton ligger i distriktet med samma namn och hade år 2020 totalt 7 846 invånare.).